# Diceros bicornis occidentalis
Diceros bicornis occidentalis – jeden z podgatunków nosorożca czarnego. Mammal Species of the World wymienia nazwę D. B. occidentalis jako synonim podgatunku Diceros bicornis minor. W 2012 roku Colin Groves i Peter Grubb, a autorzy publikacji „Ungulate Taxonomy” wskazali na znaczne różnice między D. B. occidentalis, a przedstawicielami populacji zamieszkujących w północnej Namibii i południowej Angoli i zaproponowali przywrócenie istniejącego w przeszłości statusu D. B. occidentalis jako odrębnego podgatunku.

## Taksonomia
Diceros bicornis occidentalis bywa mylony z dwoma innymi podgatunkami: wymarłym Diceros bicornis bicornis i krytycznie zagrożonym Diceros bicornis minor. Jednak populacje zamieszkujące obszary suche północnej Namibii i południowo-zachodniej Angoli różnią się od swoich krewniaków.  Zdaniem Colina Grovesa i Petera Grubba tworzą oddzielne podgatunki. 